# 11672 Куні
11672 Куні (11672 Cuney) — астероїд головного поясу, відкритий 24 січня 1998 року.
Тіссеранів параметр щодо Юпітера — 3,540.